# Slideling
Slideling es el tercer álbum de estudio del cantante y compositor británico Ian McCulloch, publicado por Cooking Vinyl el 28 de abril de 2003. Contiene colaboraciones del cantante de Coldplay Chris Martin, quien hace coros y toca piano en "Sliding" y piano en "Arthur"; el guitarrista de Coldplay Jonny Buckland, quien toca la guitarra en "Sliding" y "Arthur", y la colaboración del actor John Simm, quien toca la guitarra en "Sliding".

## Lista de canciones
1. "Love in Veins" – 3:25
2. "Playgrounds and City Parks" – 3:17
3. "Sliding" – 3:37
4. "Baby Hold On" – 3:52
5. "Arthur" – 3:39
6. "Seasons" – 4:10
7. "Another Train" – 3:58
8. "High Wires" – 4:14
9. "She Sings (All My Life)" – 3:12
10. "Kansas" – 4:41
11. "Stake Your Claim" – 4:05

## Personal
- Ian McCulloch – voz, guitarra rítmica, productor
- Peter Byrne – guitarra líder
- Peter Wilkinson – bajo, coros
- Ceri James – piano, teclados
- Simon Finley – batería
- Ian Bracken – violonchelo
- Barriemore Barlow – percusión
- Malcolm Johnston – viola
- Kate Evans – violín
- Martin Richardson – violín
- Chris Martin – coros ("Sliding" y "Arthur"), piano ("Arthur")
- John Simm – guitarra ("Sliding")
- Jonny Buckland – guitarra ("Sliding" y "Arthur")
- Cenzo Townshend – productor, ingeniero de sonido, mezcla
- Kevin Metcalfe – masterización
- Tom Stanley – Pro Tools